# Always on Time
"Always on Time" é uma canção do rapper americano Ja Rule com a participação da cantora Ashanti. A música foi produzida por Irv Gotti e incluída no álbum Pain Is Love de Ja Rule.

## Faixas e formatos
- "Always on Time" (Radio edit) - 4:05
- "Always on Time" (Explicit album version) - 4:07
- "Always on Time" (Instrumental) - 4:05
- "Always on Time" (Agent X Mix) - 5:10
- "Always on Time" (Agent X Dub) - 5:10

## Desempenho
| Tabelas musicais (2001–2002)                 | Melhor posição |
| -------------------------------------------- | -------------- |
| Austrália - Australian Singles Chart         | 3              |
| Países Baixos - Dutch Top 40                 | 12             |
| Reino Unido - UK Singles Chart               | 6              |
| Estados Unidos - Hot 100                     | 1              |
| Estados Unidos - Billboard R&B/Hip-Hop Songs | 1              |
| Estados Unidos - Rhythmic Top 40             | 1              |
| Estados Unidos - Hot Rap Tracks              | 1              |
| Estados Unidos - Hot Rap Singles             | 4              |
| Canadá - Canadian Singles Chart              | 2              |

### Tabelas musicais do final da década
| Tabelas musicais (2000–2009)       | Posição |
| ---------------------------------- | ------- |
| Estados Unidos - Billboard Hot 100 | 82      |